# Пахалкин, Александр Андреевич
Александр Андреевич Пахалкин (1922—1995) — советский хозяйственный, государственный и политический деятель, Герой Социалистического Труда.

## Биография
Родился в 1922 году в селе Вражское. Член КПСС.
Участник Великой Отечественной войны в Военно-морском флоте на быстроходном катере. С 1947 года — на хозяйственной, общественной и политической работе. В 1947—1985 гг. — монтажник в строительных организациях Первого главного управления при Совете Министров СССР в городе Красноярск-26 и Шевченко Казахской ССР, бригадир монтажников монтажно-строительного управления треста «Сибхиммонтаж», бригадир монтажников монтажно-строительного управления № 90 Министерства среднего машиностроения СССР в Сосновом Бору, бригадир монтажников монтажно-строительного треста № 3 Минсредмаша в городе Снечкус Литовской ССР.
Указом Президиума Верховного Совета СССР от 29 июля 1966 года присвоено звание Героя Социалистического Труда с вручением ордена Ленина и золотой медали «Серп и Молот».
За развитие энергетики, инициативу в развёртывании соцсоревнования между коллективами смежных предприятий и организаций, направленную на сокращение сроков освоения новых мощностей был в составе коллектива удостоен Государственной премии СССР за выдающиеся достижения в труде 1975 года.
Умер в городе Сосновый Бор Ленинградской области в 1995 году.